# 日本耳鼻咽喉科頭頸部外科学会
一般社団法人日本耳鼻咽喉科頭頸部外科学会（にほんじびいんこうかとうけいぶげかがっかい、英文名Japanese Society of Otorhinolaryngology-Head and Neck Surgery, Inc.）は、耳鼻咽喉科学の研究および同学に関する調査を行い、もって学術文化の発展に寄与することを目的として1893年に設立された学会。

## 沿革
1892年（明治25年）、東京病院で耳鼻･咽喉科の診療開始、同年9月東京慈恵医院医学校で耳鼻・咽喉科の講義を始めた。1893年（明治26年）2月19日、同志7名とはかって東京耳鼻咽喉科学会を結成した。明治30年1月17日大日本耳鼻咽喉科学会と改め、全国的に会員の拡充をはかった。昭和22年4月日本耳鼻咽喉科学会として改称し、昭和28年4月社団法人として認可された。その後法律の改定等により、平成24年4月に一般社団法人として認可された。2020年12月11日に開催された令和2年度の第6回理事会において、学会名を「日本耳鼻咽喉科学会」から「日本耳鼻咽喉科頭頸部外科学会」に変更することが決定され、2021年5月12日に開催された定時社員総会で承認された。

## 認定・専門医等制度
日本耳鼻咽喉科頭頸部外科学会専門医の認定を行っている。

## 活動
- 総会の開催、会誌等の発行、学術講演会・講習会・研究会等の随時開催など[1]

## 機関誌
- 『日本耳鼻咽喉科学会会報』
- 『Auris Nasus Larynx』

## CM放映
- 2024年7月1日から2025年6月まで、ACジャパンの支援により同団体の支援キャンペーンとして同年で60歳となる近藤真彦が出演する公共広告として「往年のアイドル」をテレビ、ラジオ、新聞、雑誌などで広告展開される予定。聞き返しや聞き間違い、聞こえにくさといった言葉を用いた広告となっている[3]。